# Chelonus telengai
Chelonus telengai är en stekelart som först beskrevs av Abdinbekova 1965.  Chelonus telengai ingår i släktet Chelonus och familjen bracksteklar. Inga underarter finns listade i Catalogue of Life.